# Вознесенка (Якорский сельский округ)
Вознесенка (каз. Вознесенка) — село в Кызылжарском районе Северо-Казахстанской области Казахстана. Входит в состав Якорского сельского округа. Код КАТО — 595069300.

## Население
В 1999 году население села составляло 287 человек (138 мужчин и 149 женщин). По данным переписи 2009 года, в селе проживало 135 человек (71 мужчина и 64 женщины).